# Zătreni
Zătreni è un comune della Romania di 2 696 abitanti, ubicato nel distretto di Vâlcea, nella regione storica dell'Oltenia. 
Il comune è formato dall'unione di 14 villaggi: Butanu, Ciortești, Dealul Clămea, Dealul Văleni, Făurești, Manicea, Mecea, Oltețu, Săscioara, Stanomiru, Valea Văleni, Văleni, Zătreni, Zătreni de Sus.
Nel 2004 si sono staccati da Zătreni i villaggi di Contea, Găneşti, Lăcusteni, Lăcustenii de Jos e Lăcustenii de Sus, andati a formare il comune di Lăcusteni.